# Belényes
Belényes (románul Beiuș) municípium rangú város Romániában, Bihar megyében, Trianonig Bihar vármegye járásszékhelye. 2002-ben 917 magyar nemzetiségű lakosa volt (az összlakosság 8,5%-a).

## Fekvése
A Bihar-hegység alatti síkságon, a Fekete-Körös partján található, Rézbányától 30 km, Nagyváradtól 60 km távolságban. Várasfenestől 3 km-re északkeletre fekszik.

## Lakossága
A ma román kisváros a Fekete-Körös-völgyi magyarság kulturális központja. A környék magyar reliktumfalvai, Magyarremete, Köröstárkány szenvedték el más, távolabbi falvakkal együtt, ú.m. Gyanta, Borossebes a román csapatok 1944-es atrocitásait.

## Története
A Bihar-hegység alatt, a Fekete-Körös és a Nyimesdi-patak mellett, a Belényesi-völgyben fekvő, gyönyörű természeti környezetű Belényes már a középkorban is  kedvelt hely volt.
Először a tatárjárás után, 1270-ben említik nevét a korabeli oklevelek, mikor Ladomér püspök V. István királytól bányászati jogot kapott ide.
Nevét a középkorban többféle formában írták az oklevelekben: Benenus, Belenus, Belinis és Belynes változatokban is előfordult.
A 12. század végén már jelentős hely volt gazdag vas-, érc és ezüstbányákkal.
1342-ben Báthory András püspök itteni bányáinak sáfárja, Székesfejérváry Jakab nevét említik az oklevelek.
A 13. században már egyházas hely volt.
A település határában, Fenes község fölött álltak Bélavár, vagy más néven a Fenesi vár romjai. A várat még a 13. században építtette Vincze, nagyváradi püspök a Belényesi-völgy megvédésére.
1294-ben Lóránt erdélyi vajda a várat eredménytelenül ostromolta. A vár várnagyai akkor Benedek fia László és Csatári Pál voltak. 1344-ben pedig Mátyás volt várnagya.
Vitéz János püspök Belényes lakosainak különleges szabadságjogokat adott, ezek között szabad bíró- és esküdtválasztási jogot és hiteles pecsétet, amelyen Szent László király mellképe és a Sigillum Oppidi Belenes körirat volt. E kiváltságokat a következő püspökök is megerősítették és még bővítették is.
Vitéz János idejében a település lakosai már szőlőműveléssel is foglalkoztak. Belényesen ekkor már országos vásárokat is tartottak, melyek egy 16. századi oklevél szerint minden évben október 28-ra estek.
A 16. században Thurzó János, Körmöcbánya kamarai grófja vette át a bányák vezetését, melyek a fennmaradt adatok szerint még 1600-ban is gazdag jövedelmet adtak.
Belényes 16. századi iparos céhei közül különösen az ötvösművesek és a takácsok voltak keresettek.
1598-ban, Nagyvárad ostromakor a törökök Belényest is feldúlták.
1602-ben Báthory Zsigmond erdélyi fejedelem a belényesieket előbbi jogaikban ismét megerősítette.
1619-ben a várost ismét török pusztítás érte.
1660-ban Nagyvárad elfoglalásakor a török Belényest és Fenes várát is elfoglalta. A fenesi vár valószínűleg a török időkben pusztulhatott el.
1682-ben Belényest a szerbek dúlták fel, de Thököly Imre emberei Belényes és Fenes között szétverték őket. A Rákóczi-szabadságharc során, 1704. január 14-én Bóné András kuruc lovasai a belényesi csatában arattak győzelmet a császári Löffelholz tábornok felett.
A 16. században Belényes még teljesen magyar település volt, melynek lakossága a letelepülők és a bevándorlók útján növekedett.
A 17. században az erdélyi fejedelmek fennhatósága alá került, de a század végére ismét régi birtokosaié lett.
1680-tól 1777-ig a római katolikus püspökség volt földesura, de 1777-ben Mária Terézia a görögkatolikus püspökség uradalmához csatolta, s még a 20. század elején is a görögkatolikus püspökség uradalmi központja volt.
Belényesnek a 19. század elején 2028 lakosa volt.
A településhez tartoztak a 19. században még Túlkőrös, Csermely és Bankota puszták is.
1940 és 1944 között, Észak-Erdély Magyarországhoz való visszacsatolásakor (amely a várost román közigazgatásban hagyta), Belényes a romániai Bihar megye székhelye volt. A front közeledtével 1944. szeptember közepén a magyar honvédség előretolta vonalait a városhoz, de szeptember 24-én a szovjet csapatok súlyos harcok után elfoglalták.
2003-ban kapott municípiumi rangot.

## Nevezetességek
- Római katolikus templom – 1752-ben épült.[5]
- Református templom – 1782-ben készült el.
- Görögkatolikus templom – 1800 körül épült.
- Görög keleti templom – 1784-ben készült.
- A középkori (1413) katedrális romjai
- Fenesi vár romjai (Várasfenes)
- Belényesi Városi Múzeum: A múzeum a Belényesi-Vaskohi medencére, illetve a Fekete Körös medencéjének felső szakaszára jellemző történelmi és népművészeti tárgyak vonatkozásában jelentős gyűjteménnyel rendelkezik. Jelenleg, egy néprajzi gyűjteménnyel, melynek súlypontjában a népi kézműves mesterségek állnak, egy történelmi részleggel, és két, időszakos kiállításoknak helyet biztosító teremmel rendelkezik. A gyűjtemény súlypontját a néprajz és a népművészeti tárgyak képezik (mintegy 3000 darab).

## Oktatás
- Samuil-Vulcan Líceum, alapítva 1828-ban.
- Pedagógiai Líceum, alapítva 1922-ben.

## Ismert személyek
- Itt született 1831-ben Kuné Gyula magyar honvéd, nemzetőr őrmester; amerikai katonatiszt és újságíró.
- Itt született Zih Károly (1885–1977) magyar jogász, főszolgabíró, országgyűlési képviselő
- Itt született 1890-ben Mártonffy Károly jogászprofesszor.
- Itt született 1914-ben Gyalay Mihály levéltáros.
- Itt született 1918. február 25-én Birek László magyar orvos, orvosi szakíró, zenekritikus.

## Testvérvárosai
- Békéscsaba, Magyarország
- Komló, Magyarország